# Alastor pronotalis
Alastor pronotalis är en stekelart som beskrevs av Giordani Soika 1983. Alastor pronotalis ingår i släktet Alastor och familjen Eumenidae. Inga underarter finns listade i Catalogue of Life.